# Florêncio José Terra Brum
Florêncio José Terra Brum nasceu na Horta, ilha do Faial, Açores, filho do José Francisco da Terra Brum, primeiro barão de Alagoa.
Foi pai do escritor açoriano Florêncio Terra, Capitão Florêncio José Terra Brum e morreu a 27 de Dezembro de 1877 no navio Neptuno.
Foi capitão da Marinha Mercante e comandante  do primeiro paquete da Empreza Insulana de Navegação. Foi capitão dos primeiros navios a vapor a navegarem nos Açores, incluindo no brigue Nytheroy com apenas 145 tonelagem, e os navios Atlântico na década de 1870 de 1032 tonelagem e Neptuno.
Durante sua vida, navegava entre as ilhas dos Açores e os portos de Lisboa, Rio de Janeiro, a Madeira e Cabo Verde sem a ajuda de faróis, pois estes ainda não existiam na maior parte dos Açores. Foi uma importante força na instalação dos faróis nos Açores.